# 8066 Poldimeri
8066 Poldimeri eller 1980 PB2 är en asteroid i huvudbältet som upptäcktes den 6 augusti 1980 av den danske astronomen Richard West vid La Silla-observatoriet. Den är uppkallad efter Leopold och Meri Bausbek, vänner till upptäckaren.
Asteroiden har en diameter på ungefär 20 kilometer.